# Saint-Hilaire-sur-Puiseaux
Saint-Hilaire-sur-Puiseaux – miejscowość i gmina we Francji, w Regionie Centralnym, w departamencie Loiret.
Według danych na rok 1990 gminę zamieszkiwało 140 osób, a gęstość zaludnienia wynosiła 12 osób/km² (wśród 1842 gmin Regionu Centralnego Saint-Hilaire-sur-Puiseaux plasuje się na 997. miejscu pod względem liczby ludności, natomiast pod względem powierzchni na miejscu 1058.).